# Trupanea fenwicki
Trupanea fenwicki är en tvåvingeart som först beskrevs av Malloch 1931.  Trupanea fenwicki ingår i släktet Trupanea och familjen borrflugor. Inga underarter finns listade i Catalogue of Life.